# Степова сільська рада (Роздільнянський район)
Степова́ сільська́ ра́да — колишня адміністративно-територіальна одиниця та орган місцевого самоврядування в Роздільнянському районі (поділ 1930-2020) Одеської області. Адміністративний центр — село Степове.
Дата ліквідації сільради — 17 липня 2020 року.

## Загальні відомості
Сільська рада була утворена 21 серпня 1979 р. з центром в с-щі Степове (з 21.08.1979 село), підпорядковані села — Піонерське Лиманської селищної ради.
- Територія ради: 67,06 км²
- Населення ради: 2 165 осіб (станом на 2001 рік)

## Історія
Відповідно до розпорядження КМУ № 623-р від 27 травня 2020 року «Про затвердження перспективного плану формування територій громад Одеської області» Степова сільська рада разом ще з 3 місцевими радами району ввійшла до складу Лиманської селищної громади Роздільнянського району.

## Населені пункти
Сільській раді були підпорядковані населені пункти:
- с. Степове
- с. Виноградівка (Піонерське)

## Населення
Згідно з переписом УРСР 1989 року чисельність наявного населення сільської ради становила 2530 осіб, з яких 1153 чоловіки та 1377 жінок.
За переписом населення України 2001 року в сільській раді мешкали 2072 особи.

### Мова
Розподіл населення за рідною мовою за даними перепису 2001 року:
| Мова       | Відсоток |
| ---------- | -------- |
| українська | 60,55 %  |
| російська  | 36,17 %  |
| молдовська | 2,26 %   |
| гагаузька  | 0,32 %   |
| болгарська | 0,28 %   |
| білоруська | 0,23 %   |
| румунська  | 0,05 %   |

## Склад ради
Рада складається з 16 депутатів та голови.
- Голова ради:

### Керівний склад попередніх скликань
| Прізвище, ім'я, по батькові      | Основні відомості                                    | Дата обрання | Дата звільнення |
| -------------------------------- | ---------------------------------------------------- | ------------ | --------------- |
| Балабанов Анатолій Іванович      | Сільський голова, 1950 року народження               | 26.03.2006   | 01.04.2007      |
| Гордієнко Геннадій Володимирович | Сільський голова, 1946 року народження, безпартійний | 05.08.2007   | 31.10.2010      |
| Кот Сергій Володимирович         | Сільський голова, 1962 року народження, безпартійний | 2015         | нині на посаді  |

|}
Примітка: таблиця складена за даними сайту Верховної Ради України

### Депутати
За результатами місцевих виборів 2010 року депутатами ради стали:

#### За суб'єктами висування
| Суб'єкт висування | Кількість обраних депутатів | %    |
| ----------------- | --------------------------- | ---- |
| Самовисування     | 10                          | 62,5 |
| Партія регіонів   | 6                           | 37,5 |

#### За округами
| № округу        | Прізвище, ім'я, по батькові   | Дата визнання обраним | Освіта  | Партійна приналежність                        | Відомості про обраного депутата                  |
| --------------- | ----------------------------- | --------------------- | ------- | --------------------------------------------- | ------------------------------------------------ |
| Партія регіонів |                               |                       |         |                                               |                                                  |
| 1               | Грицько Галина Анатоліївна    | 05.11.2010            | середня | член Партії регіонів                          | Степова загальноосвітня школа І-III ст., завгосп |
| 7               | Макар Василь Михайлович       | 05.11.2010            | середня | член Партії регіонів                          | загальноосвітня школа І-III ст., вчитель         |
| 10              | Шапіда Ніна Степанівна        | 05.11.2010            | середня | член Партії регіонів                          | ТОВ «Степове», охоронець                         |
| 11              | Проценко Олег Васильович      | 05.11.2010            | вища    | член Партії регіонів                          | тимчасово не працює                              |
| 14              | Бербенчук Людмила Василівна   | 05.11.2010            | середня | член Партії регіонів                          | Степова сільська рада, соціальний працівник      |
| 15              | Мартинова Євгенія Павлівна    | 05.11.2010            | середня | член Партії регіонів                          | тимчасово не працює                              |
| Самовисування   |                               |                       |         |                                               |                                                  |
| 2               | Степко Юрій Олександрович     | 05.11.2010            | середня | позапартійний                                 | ПП «Тищенко», оператор                           |
| 3               | Степко Валентин Олександрович | 05.11.2010            | середня | позапартійний                                 | водій-експедитор                                 |
| 4               | Бербенчук Василь Петрович     | 05.11.2010            | середня | позапартійний                                 | тимчасово не працює                              |
| 5               | Райлян Федір Іванович         | 05.11.2010            | вища    | позапартійний                                 | «ОМЕМ», інженер                                  |
| 6               | Рум'янцева Неля Іванівна      | 05.11.2010            | вища    | позапартійна                                  | домогосподарка                                   |
| 8               | Лозовська Галина Миколаївна   | 05.11.2010            | вища    | позапартійна                                  | Степова сільська рада, секретар                  |
| 9               | Кот Світлана Олександрівна    | 05.11.2010            | середня | позапартійна                                  | домогосподарка                                   |
| 12              | Лещинська Стефанія Яремівна   | 05.11.2010            | вища    | позапартійна                                  | Степова загальноосвітня школа І-III ст., вчитель |
| 13              | Ковальчук Дмитро Григорович   | 05.11.2010            | середня | член Всеукраїнського об'єднання «Батьківщина» | Інфоксводоканал, водій                           |
| 16              | Кодрул Валентина Іванівна     | 05.11.2010            | середня | позапартійна                                  | АГЗС «Континент НафтоТрейд», оператор            |